# رأس الجنوبي (جزيرة مينو)
رأس الجنوبي (بالفارسية: راس جنوبی) هي منطقة سكنية تقع في إيران في قسم جزيرة مينو الريفي. يقدر عدد سكانها بـ 220 نسمة .